# 香港太空館
香港太空館（英語：Hong Kong Space Museum）位於香港九龍尖沙咀梳士巴利道10號，毗鄰香港文化中心、香港藝術館和尖沙咀鐘樓，是康樂及文化事務署轄下的博物館之一，佔地8,000平方米。於1977年動工興建，並於1980年10月開幕。太空館定期舉行各類型的天文展覽及講座，亦開放予學校，團體及公眾參觀。太空館擁有一個蛋形外殼建築，在啟用初期，因為該蛋型建築（天象廳）是一格格正方形所組成，因此有「菠蘿包」之稱。
2008年11月，香港太空館耗資約3,400萬港元，替天象廳進行自1980年啟用以來首次大型翻新工程。太空館的展覽廳，原打算於2011年進行全面翻新，耗資約3,200萬元，需時半年。一樓展覽廳的主題將會環繞太空探索和日地關係而設計，營造一個超現實未來世界。不過到了2013年5月，當局尚未為太空館的展覽廳進行全面翻新。康文署表示翻新工程預計2015年年中展開，同年年底完成，期間展覽廳會關閉，但天象廳放映節目則如常。太空館展覽廳翻新工程最終於2018年完成，同年4月25日重開。

## 歷史

### 構思及興建
1957年，蘇聯發射第一顆人造衛星史普尼克1號，開始引起不少香港人對天文與太空探索的關注。
1961年，當時港英政府建議在銅鑼灣維多利亞公園興建天文館，但之後未再有消息。1971年，市政局重提興建天文館的計劃，並設立了工作小組，小組成員指維多利亞公園不是一個合適的地方，建議另選土地作天文館:78。1973年，港英政府決定興建太空館，並定下為選址尖沙嘴海旁，即舊九廣鐵路的尖沙咀九龍車站:204:83-84，但與香港文化中心非同步興建:153。當時政府邀請廖慶齊作太空館參事及當時香港政府建築署署長李銘根為太空館總建築師。
興建期間，政府購入大量天象儀器。1974年，市政總署向德國（西德）蔡司公司簽定合約，訂購星象儀 、行星運行儀及其他天文儀器，花費約305萬港元:151。時任市政局太空顧問查理斯·F·赫嘉（Charles F. Hagar）則表示儀器有助未來太空館成為「世界上最優秀的太空/天空館之一」:151。此外，市政總署於1976年再向美國公司訂購天象廳半球形銀幕，銀幕約66萬港元。
1978年，經史密森尼學會之國家航空和太空博物館贊助下，美國太空總署允許借出水星計劃極光七號太空艙、月球石及太空衣供太空館展出。
香港太空館半球形建築由創館館長廖慶齊構思，構思做成蛋形配合館內的天象廳，方便觀眾可以舒服地躺着仰望天幕星空。而當時香港政府建築署署長李銘根作太空館總建築師，而黎淑貞作一級設計師。太空館工程正式於1976年12月招標，1977年動工，同年奠基及進行上蓋建築工程。1978年12月時太空館已完成上蓋結構。

### 1980年代至1990年代

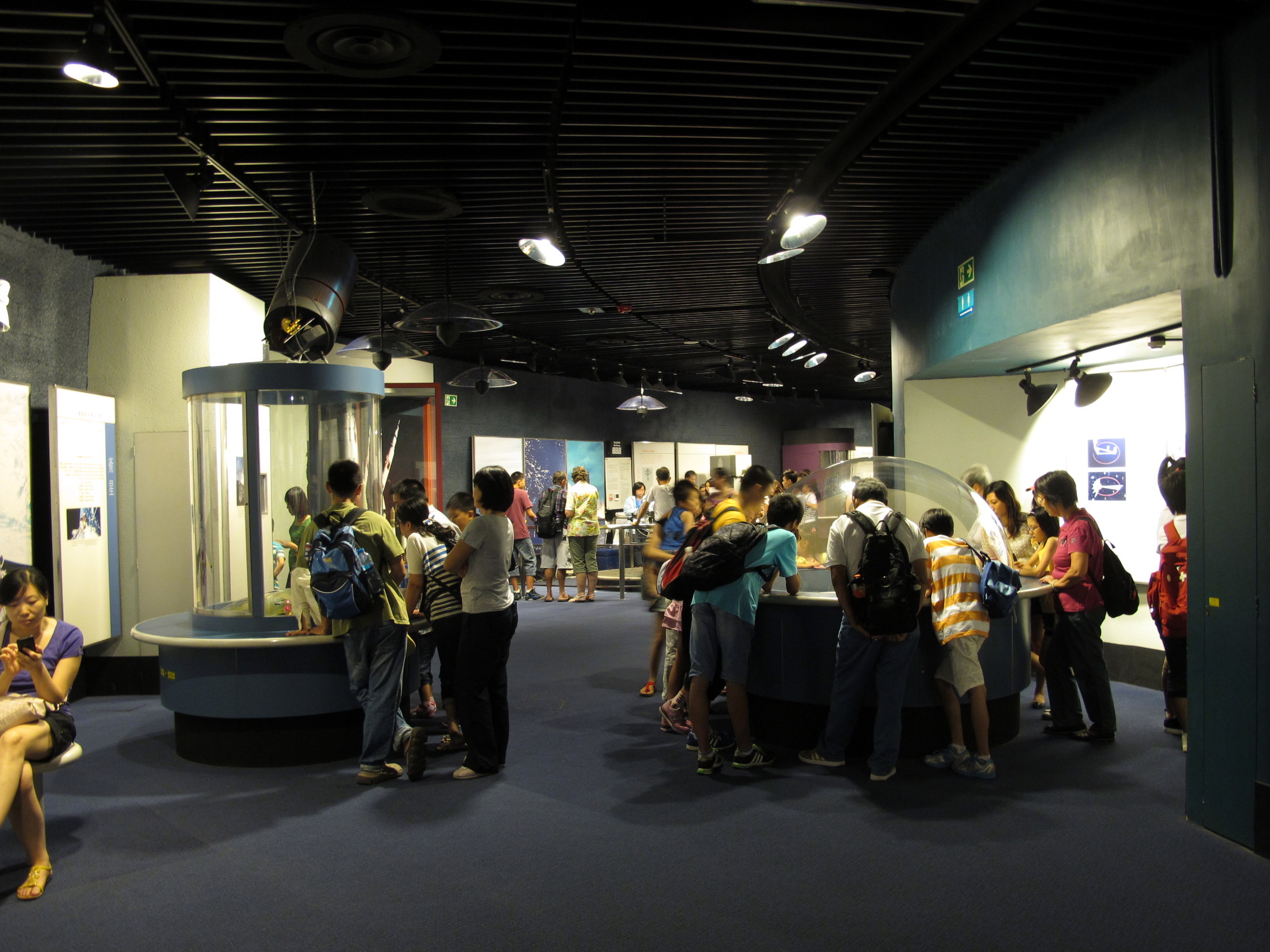
1991年翻新後設的太空科學展覽廳（圖片攝於2012年）

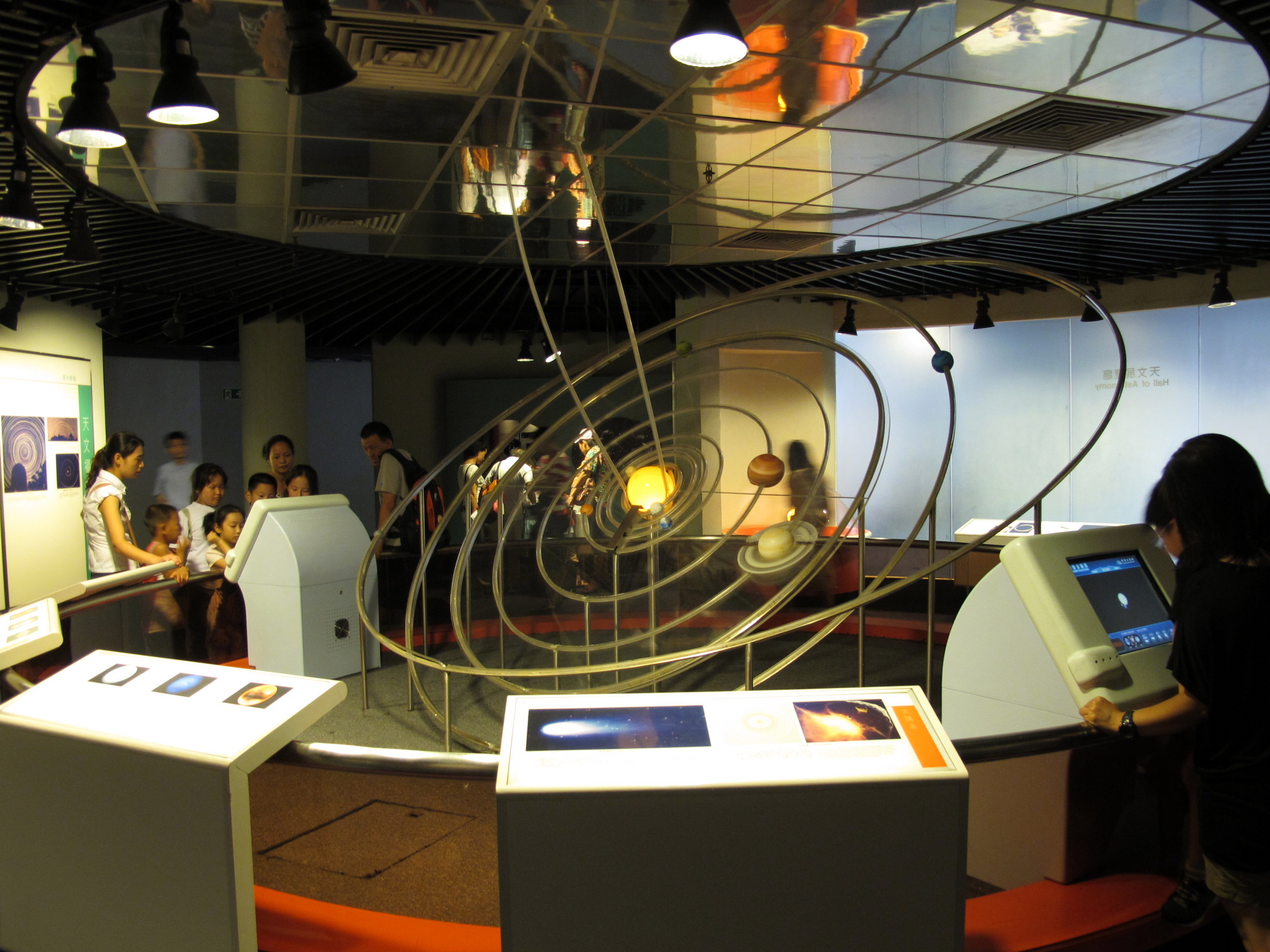
天文展覽廳太陽系模型（圖片攝於2012年）

1980年，太空館正式完工落成:290，並於同年10月7日開幕，翌日開放公眾參觀。當天下午四時，布政司姬達爵士由時任市政局主席沙理士陪同下出席開幕儀式。而此館成為全球首座電腦化的天文館。1981年5月22日起，太空館天象節目「行星之旅」開始放映。1982年起，太空館開始出版天文月曆，但現已停止出版，目前改為電子天文月曆。而1997年，香港太空館網頁正式上線。
另外，香港太空館自1980年開始開始編印與天文學有關的科普書籍及星圖，如介紹宇宙天體和與宇宙有關的物理現象的《恆星》和介紹彗星的書籍《彗星》等。此外，太空館也印製不少與天文學有關的棋類遊戲，對象主要是兒童。1987年，太空館亦推出第一齣有關天文的學校節目 :54。
1991年，市政局首次為太空館展覽廳進行翻新工程，包括「太空科學展覽廳」和「天文展覽廳」，7月31日重開。1993年開始舉辦「每月星空巡禮」活動。
1998年，小行星6743以香港太空館首任館長廖慶齊命名，表揚廖慶齊對太空館的貢獻。

### 2000年代
2002年，太空館與麥理浩夫人度假村合作，於村內興建天文觀測站。2005年開展工程。2008年正式完工，命名為香港太空館西貢遥控天文台。天文台樓高3層，佔地270平方米，耗資730萬元興建。天文台內裝有全香港最大的專業級天文望遠鏡。使用者能用這望遠鏡觀察比肉眼能見極限暗4000倍的天體。而望遠鏡亦連接了一部具1100萬像素的天文專業級電荷耦合器攝影機，可用作攝影天體。
此外，2008至2009財政年度間，太空館正館天象廳約有59萬人次參觀，其中天象廳約21萬人次，展覽廳約36萬人次，推廣活動則有約2萬人。

### 2010年至今
2010年，香港太空館天文公園於1月30日正式開幕，位於西貢區萬宜水庫西壩上的創興水上活動中心，公園成為香港首個以天文為主題的主題公園。公園由太空館進行設計及管理，全天候開放。面積約1,200平方米，耗資300萬港元興建。天文公園劃分為3個主題區域，天文研習區、肉眼觀測區和望遠鏡觀測區公園。2012年，香港太空館亦開始活躍於社交平台，太空館的Facebook專頁、YouTube頻道相繼投入服務。
2015年起，香港太空館再次推出天象節目，以天象廳的數碼天象投影系統播放。先後推出《日食傳奇》、《星光解碼》、《夢幻極光》、《宇宙中的生命》、《寰宇星空》等有關天文的天象節目。而《星光解碼》及《宇宙中的生命》分別於西班牙馬德里球幕節、美國費斯克球幕電影節和捷克、俄羅斯及白俄羅斯之球幕電影節中參展並演出。
2014年9月26日，太空館推出「星夜行」APP，以擴增實境技術，在手機上實時演示觀測地點之星圖，並附有西方星座與中國星官之語音介紹。2019年5月該程式推出新版本，加上日間與晨昏之天色背景效果與夜視模式（紅光）星圖，獲該年之香港資訊及通訊科技獎中的「智慧出行 （智慧旅遊）」優異證書。

## 設施及藏品

### 樓層
| 樓層 | 設施 | 圖片           | 圖片         |
| ---- | --- | -------------- | ------------ |
| 天台 | |                |              |
| 1樓  | 何鴻燊天象廳（蛋形建築上層）、辦事處（蛋形建築上層）、太空探索展覽廳                                           | 太空探索展覽廳 | 何鴻燊天象廳 |
| 地下 | 宇宙展覽廳（蛋形建築下層）、製作室及放映室（蛋形建築下層）、演講廳、天文書店、紀念品店、詢問處、票房（入口外） | 大堂（2019年） | 紀念品店     |
| 地窖 | |                |              |

### 天象廳
香港太空館天象廳位於蛋形建築上層，為館內一個最重要的部分。太空館獨特的蛋形圓頂造型，成為了香港地標，並被市民稱為「菠蘿包」。另外，太空館的「螃蟹」雕塑是香港已故知名雕塑家張義的《將軍》系列作品。
它是東半球第一座全天域電影放映設備，亦令太空館成為世界上第一座擁有全自動天象節目控制系統的天文博物館。以往觀眾進入天象廳時可以自由選擇座位，但自從2000年6月29日起，天象廳開始實行劃位措施。天象廳於2004年命名為何鴻燊天象廳，命名為期15年。大部份的節目以粵語旁述，部份場次則以英語旁述。觀眾可以使用天象廳內的耳機，選擇粵語、英語、普通話或日語旁述，並調校音量。1995年天象廳安裝影片與廳內觀眾互動系統，其系統可以用作通過觀眾投票而選舉影片的發展，並作為問答比賽時的按鍵。天象廳座位原有315個，翻新後改為270個:169。
天象廳在2020年進行最大規模的一次翻新工程，主要更換直徑達23米的半球形屏幕，館長稱新屏幕提供無縫拼接的觀賞體驗，工程在2021年7月1日完成並重新開放。

### 展覽廳
太空館設有兩個長期常設展覽廳，地下的「宇宙展覽廳」及一樓的「太空探索展覽廳」，合共佔地1600平方米。兩個展覽廳設有約100件展品，當中七成為互動展品。太空館也會間中舉行天文學之專題展覽。參觀展覽廳均須付費。
位於地下的「宇宙展覽廳」展品圍繞於太空近至遠的概念，由太陽系開始，再推展至恆星，銀河系及更遙遠的星系，以至探索宇宙的演化及相關的科學。太空主要有多項互動展品，包括「極光」、「重力衝浪」、「冰封天體」等。「極光」是展示極光的形成之展品，可調校真空管內太陽風的強度，用於在展品向的地球模型上自製極光。「重力衝浪」是利用滑浪板，了解重力對空間的扭曲。而翻身前的展品「月球漫步」改為以彈跳椅將體重減至六分一，體驗月球引力。
一樓的「太空探索展覽廳」主題則圍繞於太空探索和太空科技的發展。展覽廳設有虛擬太空站，感受失重迷失方向的感覺。展覽廳亦設有1:350的酒泉衛星發射中心的模型，模仿长征二号F运载火箭從運送至發射的場景；而展覽廳也有模擬酒泉衛星發射中心發射火箭之互動展品。此外，太空探索展覽廳放置裝置「作用力與反作用力」，透過扭動固定的轉盤並讓自己轉動，了解反作用力在推動火箭的原理。

### 藏品

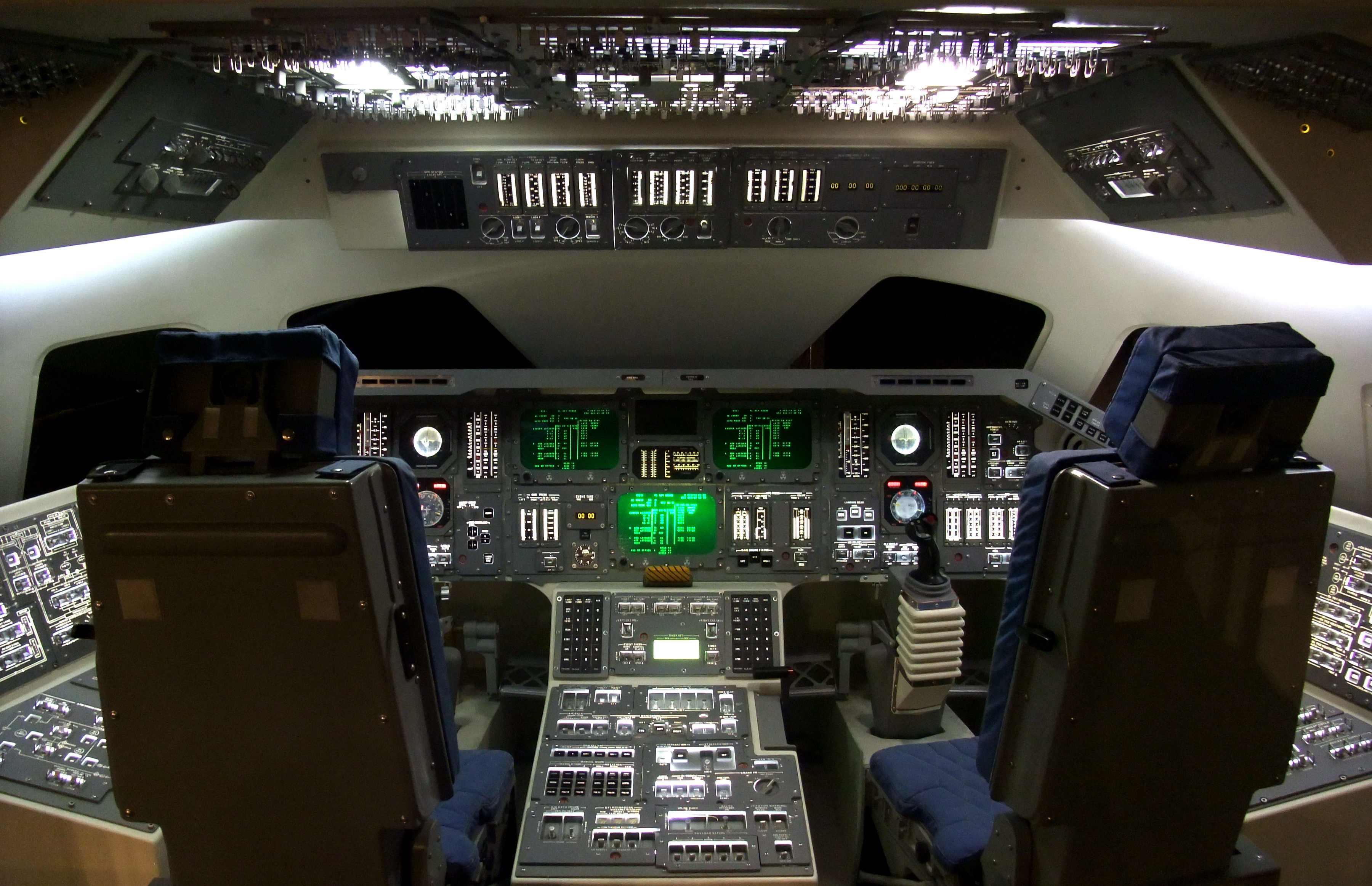
館內曾經設展示穿梭機駕駛艙內控制及操作系統的實物原大模型，不過到2015年9月翻新後已經消失

香港太空館因展示的多為特別製作的互動展品，所以文物藏品數量相對較少。儘管如此，太空館截自2019年仍藏有17件文物藏品。1981年起，太空館購入大量隕石樣本（例如鐵隕石、石鐵隕石、似曜岩等）。1983年太空館將印度古星盤納入館藏。2000年5月，神舟一號內放置上太空的香港特區區旗亦被列為館藏:228。同年7月，小行星3297命名為香港的證書亦被太空館館藏。2017年，中國太空人楊利偉將自己穿過的工作服贈送予太空館。

## 翻新工程

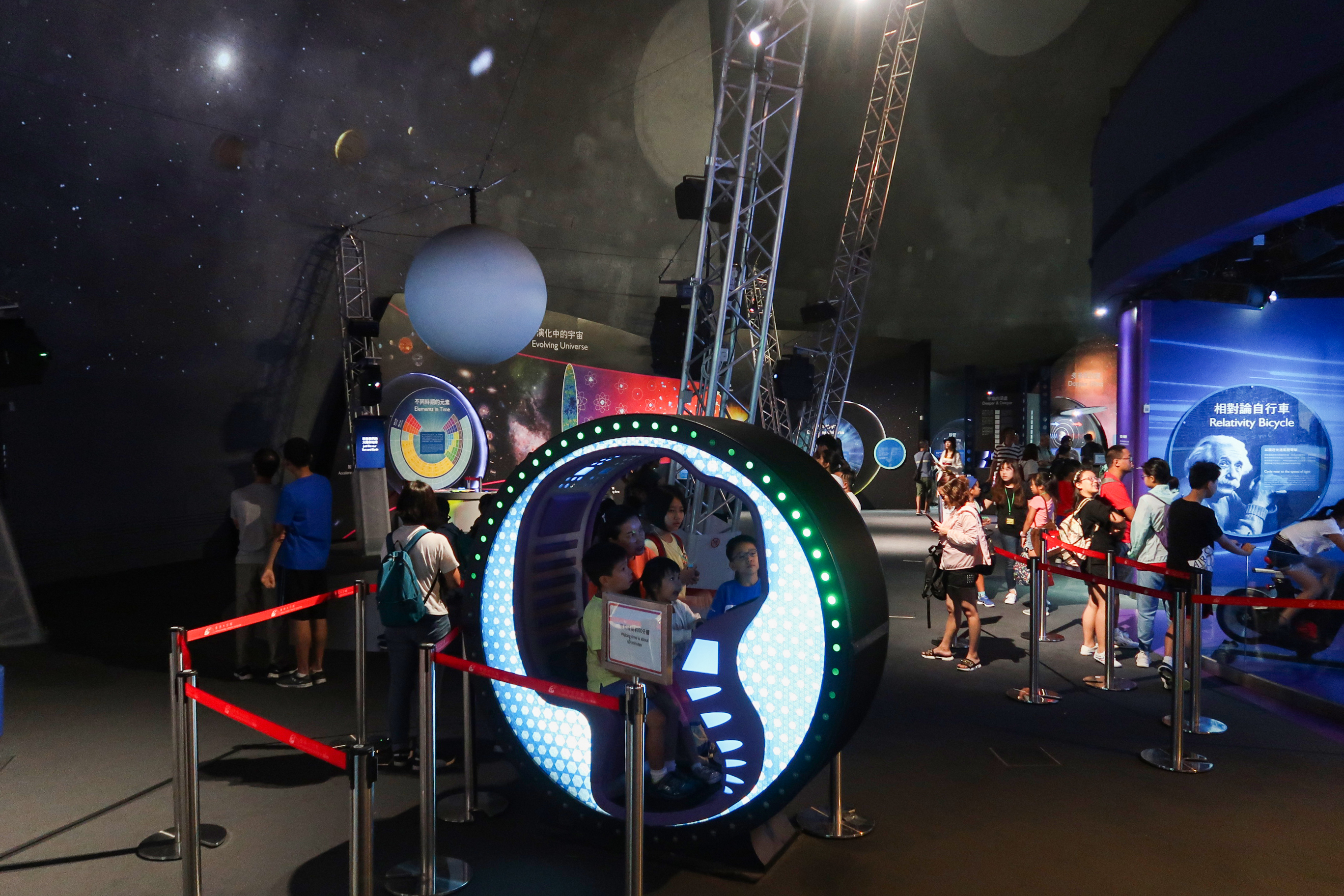
地下「宇宙展覽廳」

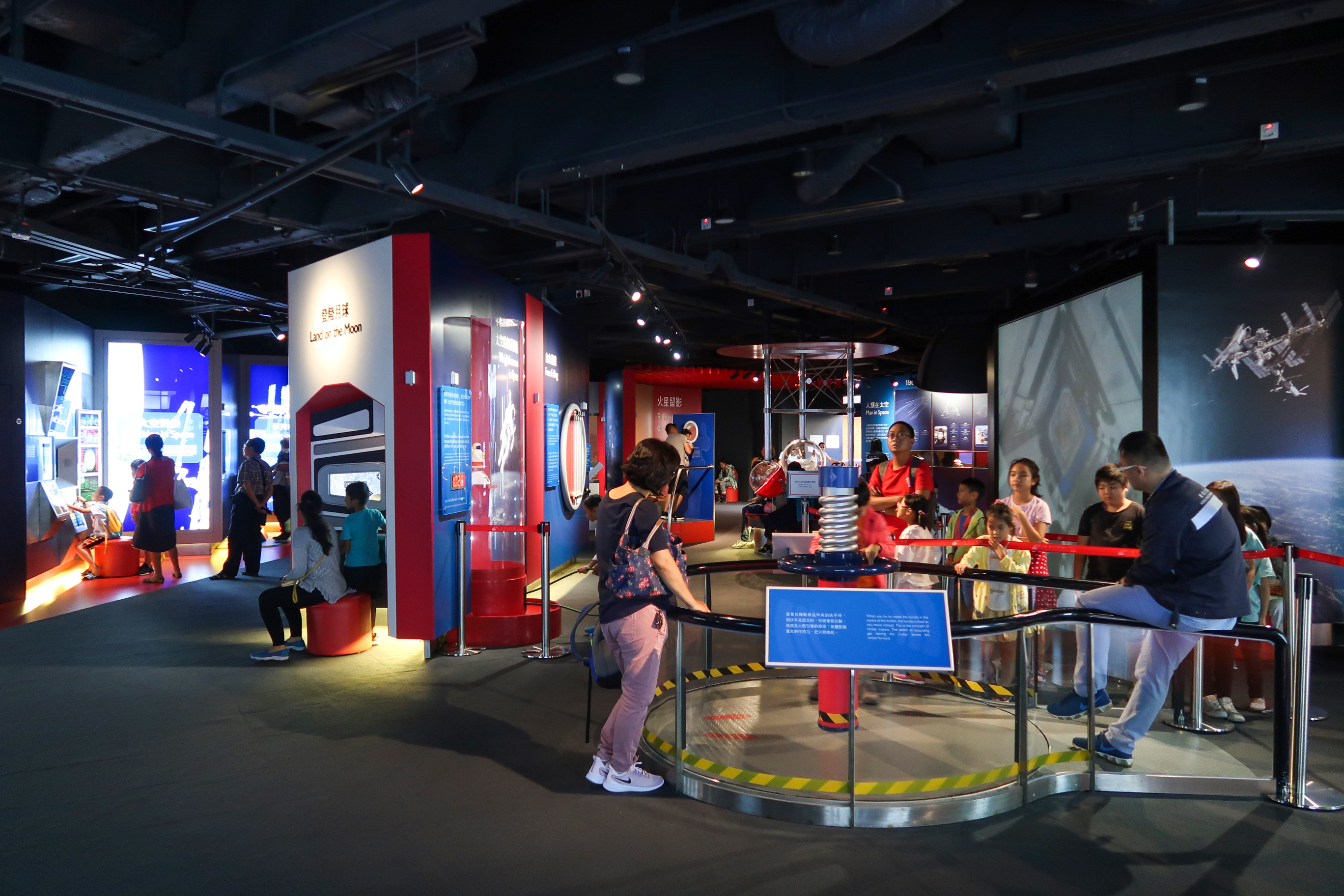
1樓「太空探索展覽廳」

### 翻新天象廳
2008年11月，香港太空館耗資約3,400萬港元，替天象廳進行自1980年啟用以來首次大型翻新工程，主要是安裝一套全新數碼天象投影系統，可實時模擬在任何時間及從宇宙中任何地點觀看星空，系統可升級至播放全圓頂銀幕的動畫或電影，現今只有部方天文館擁有高解像度的數碼天象投映系統。此外，天象廳內的300個座椅，亦會換上全新的多語言互動系統座椅，採用無線藍牙技術的耳筒，加上座椅配備多功能系統，觀眾之間可互發短訊，亦可進行即時問答遊戲、意見調查等活動。
天象廳自2008年11月17日起關閉，至2009年6月為止。2009年7月1日起重新開放，翻新費用高達2000萬港元，系統採用美國公司Sky-Skan Inc的技術，解像度超過5,300萬像素，當時全球只有香港太空館及北京天文館能達到此水準。
此外，天象廳內的座椅亦全部更換，由法國製造，新座椅配備了多語言互動系統，椅背的斜度可配合天幕的弧度。另一方面，觀眾不再是只在地球表面抬頭望天，更可以由太陽系的八大行星不同角度仰望太空，亦可探索不同星座的面貌，甚至從外太空反觀地球北極光的變化。
受工程影響，太空館內的何鴻燊天象廳及演講廳亦曾在2015年11月1日至2016年3月1日期間關閉，並已重新開放。
在2020年香港爆發嚴重特殊傳染性肺炎疫情期間，天象廳於5月1日進行更換球型屏幕工程，以改善影像質素。

### 翻新展覽廳
太空館的展覽廳，原打算於2011年進行全面翻新，耗資約3,200萬元，需時半年。一樓展覽廳的主題將會環繞太空探索和日地關係而設計，營造一個超現實未來世界。不過到了2013年5月，當局尚未為太空館的展覽廳進行全面翻新。康文署表示翻新工程預計2015年年中展開，同年年底完成，期間展覽廳會關閉，但天象廳放映節目則如常。
2015年9月，康文署公佈兩個1991年沿用至今的展覽廳於10月5日起將進行大翻新。新展廳將分別改名為「宇宙展覽廳」和「太空探索展覽廳」，並將翻新成一個「嶄新的模擬環境」，介紹宇宙的演化、太陽系和太空探索等天文及太空科技知識。展覽廳翻新工程最終於2018年完成，同年4月25日重開。

## 批評
2006年，康樂及文化事務署為七所轄下的博物館（包括香港太空館、香港藝術館、香港海防博物館、香港歷史博物館、香港科學館以及茶具文物館）進行整體滿意程度及博物館設施的評價之意見調查。香港太空館於上述兩項之意見結果分别僅佔76.1%及78%，為七所博物館分數最低。
2014年8月，《東方日報》記者巡查香港太空館，包括1990年代的伽利略号與火星觀察者號仍為「未來太空計劃」之一，而天文展覽廳內的大型太陽系示意模型仍沿用包括冥王星在內（即仍未更新），以及中國太空史僅有數塊展板，而且最新只有神舟九号，2013年升空之神舟十号仍未提及。而國際旅遊網站TripAdvisor的網民亦批評太空館展品過時及欠吸引力。康文署回覆發言人回應時直接承認展板上的資料可能會令公眾有所誤會，會盡快於展板上補充最新資料並删減過期資料。更新後部分展品會由新展品取代。然而《東方日報》記者於2018年8月中旬巡查當時展覽廳翻新工程完成後四個月之太空館，發現大量設施受損壞，報道稱展品品質彷如「豆腐渣」，欠缺保養。早前之維修一共用約40萬港元，被指「倒錢落海」及有損香港形象。而香港01記者於同年巡查時發現110件互動新展品已有64%曾維修。2020年1月15日，蘋果日報報道太空館因疑進行清洗外牆工程而外圍增設鐵欄木板，猶如監獄圍城，被網民諷刺「高牆與雞蛋」。

## 其他事件

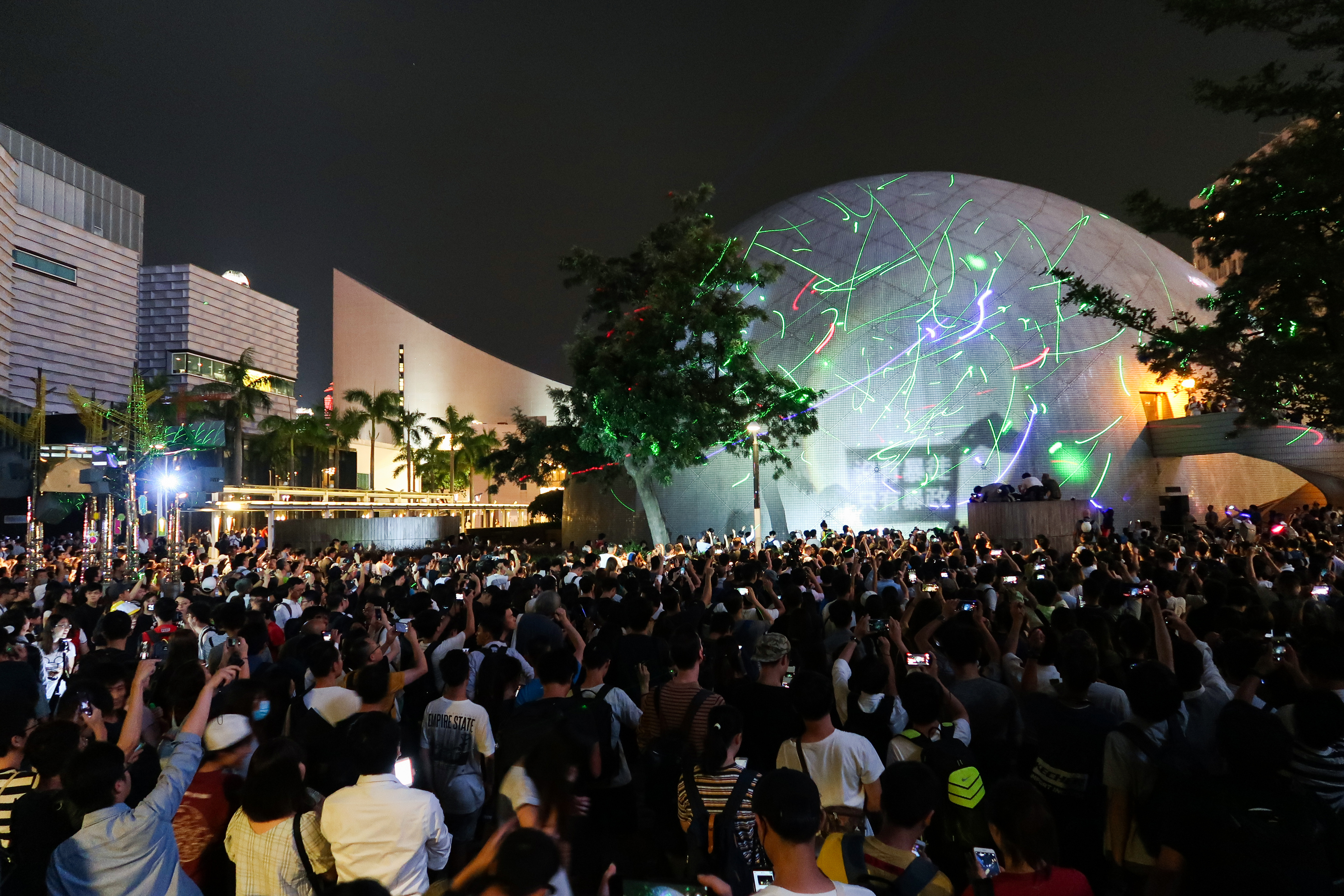
逾千名市民自發到太空館門外，把激光射向何鴻燊天象廳之外牆和前方之樹木。其後更用投影展示標語

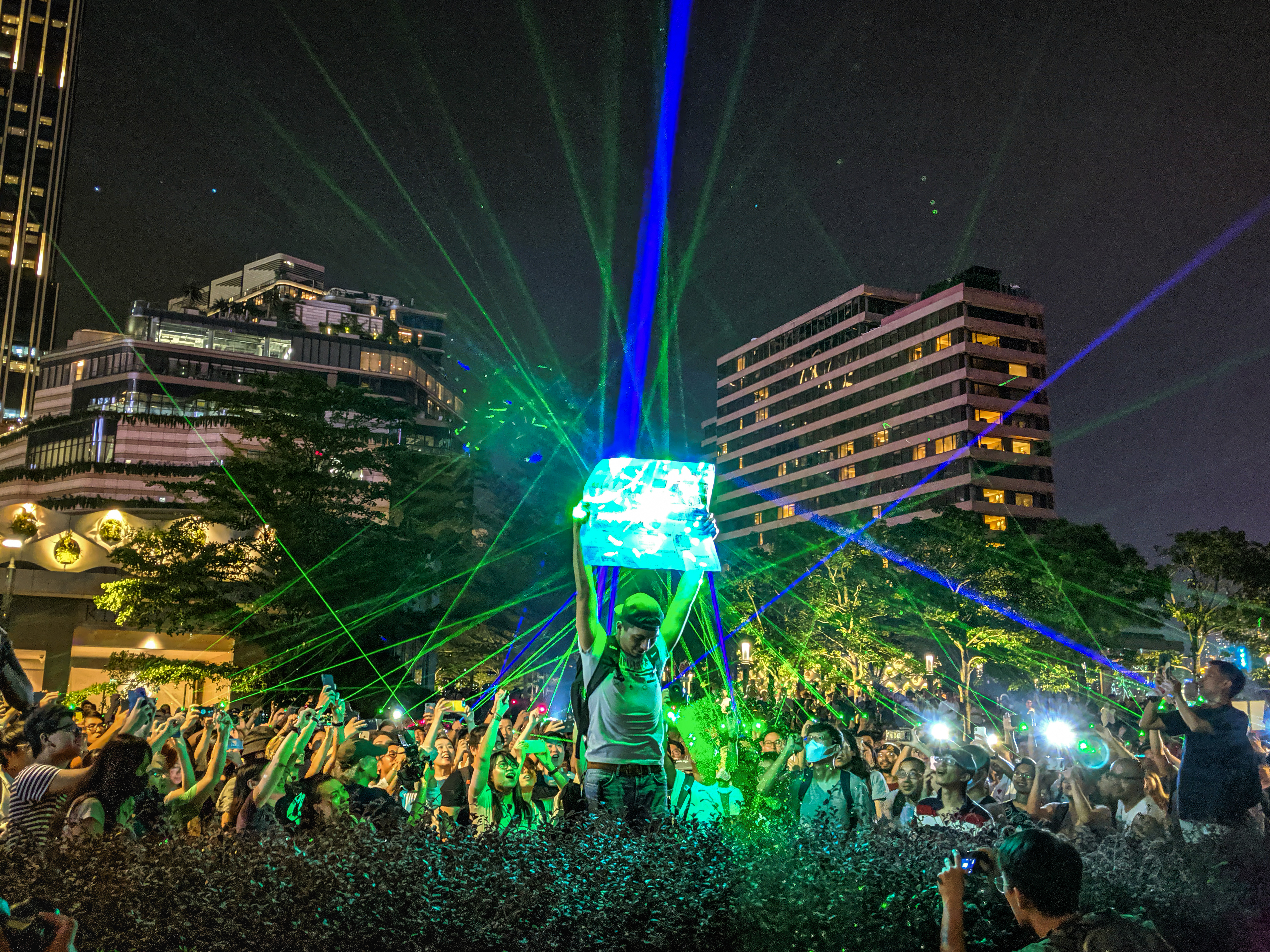
多名市民把激光筆照射報紙作實驗，但沒有出煙及燒焦，其後不停大叫「無著火喎」、「講大話」

2019年，香港爆發反對逃犯條例修訂草案運動。8月6日，時任香港浸會大學學生會會長方仲賢在深水埗購買激光筆後，遭便衣探員指其涉嫌藏有攻擊性武器，並將其拘捕。方仲賢表示激光筆主要是幫朋友購買，準備只留有一枝予自己觀星使用，購買時並不了解鐳射筆功效。
8月7日下午，警方在記者會上表示方仲賢所購激光筆乃長18cm、功率100毫瓦的高性能「雷射槍」，並以激光筆照射報紙，證明方仲賢所購激光筆能「對人體造成傷害」。 由於方仲賢所購之激光筆，於坊間言亦有指其為「觀星筆」；當天傍晚起逾千名市民遂於當晚自發到太空館門外，發起「全民觀星」活動，以抗議警方濫捕方仲賢。在活動期間，市民以激光筆把激光射向太空館何鴻燊天象廳的外牆、種植於前方的樹木及鄰近大廈的外牆，並高唱《激光中》等歌曲，揶揄警方於記者會上以激光筆照射報紙之實驗。

## 外部連結
- 官方网站
- 香港太空館的Facebook專頁
- 香港太空館的Instagram帳戶